# Protivladni protesti v Sloveniji (2020–2022)
Protivladni protesti v Sloveniji so v več slovenskih mestih redno potekali od začetka leta 2020, ko je bila po odstopu Marjana Šarca sestavljena nova vlada pod vodstvom Slovenske demokratske stranke in Janeza Janše, do rednih državnozborskih volitev aprila 2022. Izvajanje protestov so v času epidemije koronavirusa v Sloveniji oteževali odloki, namenjeni omejevanju širjenja epidemije.
Na večini protestnih shodov so vladi očitali avtoritarnost, prelomitev predvolilnih obljub s strani koalicijskih strank DeSUS in SMC ter več novih spornih potez. Med aprilom 2020 in aprilom 2022 je vsakotedenske protestne shode ob petkih organizirala skupina gibanj, imenovana »Protestna ljudska skupščina«; ker je bilo javno zbiranje zaradi širjenja koronavirusa prepovedano, dovoljena pa je bila rekreacija na prostem, so prvi protestniki kolesarili, kolesarjenje pa je postalo simbol protestov. Poleg skupaj 105 »petkovih protestov« so proteste organizirale tudi druge skupine, vključno z nasprotniki ukrepov za omejevanje širjenja bolezni in vladnimi podporniki. Protesti so bili pretežno mirni, do najhujših izgredov je prišlo na shodu 5. novembra 2020, od katerega so se organizatorji petkovih protestov distancirali.
Poznejši nadzor nad delom policije je ugotovil sistemske in operativne nepravilnosti v ravnanju ob protestih, vključno z nesorazmerno uporabo sile.

## Ozadje
V obdobju druge Janševe vlade in dolžniške krize evroobmočja je v Sloveniji konec leta 2012 prišlo do spontanih neodvisnih protestov (vseslovenskih ljudskih vstaj). Povod za proteste so bili nepriljubljeni varčevalni ekonomski ukrepi vlade in sumi korupcije, ki so obdajali več vidnih politikov. Protesti so bili največji v zgodovini neodvisne Slovenije in so odražali splošno nezadovoljstvo s slovenskim političnim razredom; naperjeni so bili tako proti vladi kot proti parlamentarni opoziciji in lokalnim politikom. Kljub temu je bila ena temeljnih skupnih zahtev protestnikov odstop vlade Janeza Janše in razpis predčasnih volitev. Protesti so pripomogli k padcu vlade, ki so se ji odrekle koalicijske partnerice. Protesti so se nadaljevali tudi po odstopu Janševe vlade.
Pred državnozborskimi volitvami leta 2018 se je proti vstopu v koalicijo z SDS izrecno izreklo šest večjih strank: SMC, SD, Levica, DeSUS, SAB in LMŠ. Predhodno je koalicijo s SDS (še posebej z Janšo na čelu) izključevala tudi Nova Slovenija pod vodstvom Ljudmile Novak. Na državnozborskih volitvah je največ glasov prejela Slovenska demokratska stranka, a je drugouvrščena Lista Marjana Šarca pod vodstvom Marjana Šarca uspela sestaviti levosredinsko manjšinsko vlado. V času po volitvah ni bilo jasno, katere stranke bodo vlado uspele sestaviti. V medijih so se pojavila ugibanja o koaliciji SDS z levosredinskim blokom strank. Tako v SMC kot DeSUS naj bi kljub predvolilnim obljubam obstajale struje, ki so podpirale pogajanja o koaliciji s SDS.
Vlada se je že od nastanka ocenjevala kot nestabilna. Konec januarja 2020 je Šarec odstopil in pozval k predčasnim volitvam. Kot razlog za odstop je navedel neučinkovitost vlade pri uveljavljanju načrtovanih reform zaradi neenotnosti strank, ki jo sestavljajo.
V raziskavi javnega mnenja agencije Mediana po odstopu Marjana Šarca je bilo 63 % vprašanih naklonjenih predčasnim volitvam, 26 % pa sestavi nove vlade v aktualnem mandatu državnega zbora. Predčasne volitve je podpiralo 90 % podpornikov SMC, 85 % podpornikov LMŠ, 82 % podpornikov Levice, 77 % podpornikov Socialnih demokratov, 41 % podpornikov NSi in 40 % podpornikov SDS. V raziskavi javnega mnenja agencije Ninamedia je predčasne volitve podpiralo 58 % vprašanih, oblikovanje nove koalicije pa 33 % vprašanih.
Marca 2020 je SDS sestavila koalicijsko vlado s SMC, NSi in DeSUS ter Janezom Janšo kot premierjem. Čeprav so vse tri koalicijske partnerice takšno koalicijo v preteklosti izključevale, so v preteklih letih vse dobile novo vodstvo, ki je bilo takšni koaliciji bolj naklonjeno. SMC in DeSUS sta ob vstopu v vlado napovedali, »da to ne bo vlada ene stranke in ne vlada, ki bi odpirala ideološka vprašanja«. Vstop SMC v koalicijo pod vodstvom Janše je bil povod za odhod ustanovitelja, bivšega vodje in bivšega premierja Mira Cerarja iz stranke. Stranka je bila po Cerarju sprva poimenovana.
Tretja Janševa vlada je prevzela oblast ob izbruhu epidemije nove koronavirusne bolezni v Sloveniji. Obdobje med prevzemom oblasti in po njem je zaznamovalo veliko število kontroverznih dejanj nove vlade. Vlada je ministrom in državnim sekretarjem določila največje možne plače. Vlada je istega dne po prevzemu oblasti zamenjala vodstvo policije, vojske in obveščevalnih služb. Odpuščeno direktorico policije je malo pred tem poslanec SDS opozoril, naj  »pomisli na svojo prihodnost«, potem ko ni ugodila zahtevi parlamentarne komisije za nadzor, naj komisiji posreduje podatke, za posredovanje katerih ni imela pooblastil. Nova vlada je politizirala Nacionalni inštitut za javno zdravje in v krajšem času med epidemijo zamenjala dva vršilca dolžnosti direktorja (drugega kmalu potem, ko je nekatere ukrepe vlade za zajezitev epidemije označil kot zdravstveno neutemeljene). Janša je javnozdravstveno stroko, s katero se ni strinjal, označil za »tako imenovano stroko«, napadel pa je tudi Svetovno zdravstveno organizacijo in njenega direktorja pozval k odstopu. Zunanje ministrstvo je na Svet Evrope naslovilo dopis, ki je trdil, da večino slovenskega medijskega prostora nadzirajo mediji, ki izhajajo iz bivšega komunističnega režima, medtem ko je minister za notranje zadeve na Twitterju zapisal, da je  »[...] v današnji videokonferenci [...] EU notranje ministre informiral tudi o boju medijev in levega političnega pola proti vladi, ki uspešno omejuje epidemijo. Kot primer sem navedel včerajšnje proteste. [...] «; obe dejanji sta potencialno predstavljali prekoračitev pooblastil. Janša, vladni politiki in ljudje blizu vlade so javno diskreditirali in napadali večje število novinarjev in novinarskih organizacij, kar je privedlo do več opozoril s strani slovenskih in mednarodnih novinarskih organizacij, uradni Twitter račun vladnega kriznega štaba, ki naj bi javnost obveščal o poteku epidemije, pa je objavil žaljiv komentar, ki je žalil novinarja in vidne kritike vlade iz civilne družbe in privedel do tožbe institucije s strani razžaljenih. Policija je kasneje ovrgla uradno razlago za žaljivo objavo – da je v račun vdrla neznana oseba. Vrsta razkritij je pokazala, da so politiki, povezani z vlado, poskušali vplivati na proces javnega naročanja tako, da so v postopku naročanja promovirali določene dobavitelje (ki so včasih ponujali manj primerne ali dražje izdelke ali pa so izdelke dobavljali z velikimi zakasnitvami). Ugotovljena so bila tudi družinska ali osebna poznanstva med politiki in dobavitelji, ki so jih politiki promovirali. Razodetja so sprožila policijsko preiskavo. Kmalu potem je bil razrešen direktor NPU-ja, ki je bil pristojen za kriminalistično preiskavo o nepravilnostih pri nabavi. Razrešitev je po nekaterih ocenah predstavljala kršitev pristojnosti. Zaposleni na NPU so zaradi razrešitve prvič v zgodovini objavili javno pismo, v katerim so izrazili nasprotovanje razrešitvi. Vlada je prav tako razrešila vodjo Urada za preprečevanje pranja denarja, ki je poleg NPU preiskovala še sume o nezakonitem financiranju medijev, povezanih s SDS.

## Potek

### Februar–maj
Protest Proti koaliciji sovraštva
28. februarja se je na shodu pod imenom Proti koaliciji sovraštva, ki ga je organizirala skupina Brez strahu, v Ljubljani zbralo več kot 1.000 protestnikov, da bi izrazili nasprotovanje osnovanju vladne koalicije pod vodstvom SDS. Udeleženci so opozarjali na sporna dejanja preteklih vlad in izražali nezadovoljstvo s strankami, ki so se pogajale o sestavi vladne koalicije s SDS, še posebej levosredinskima strankama SMC in DeSUS, katerih vodstvo se je pred zadnjimi volitvami izrecno odreklo možnosti vstopa v vladno koalicijo s SDS.
Po protestu so organizatorji ovadili neznanca, ki je na shodu vzklikal »Ubi Janšo«, ter poslanca SDS Zvonka Černača, ki je na dan protesta na Twitterju poobjavil zapis, v katerem je uporabnik napovedoval nasilen obračun s protestniki. Organizatorji so po lastnih navedbah zaradi »pričakovanih provokacij« sicer že pred protestom morebitne udeležence prek spleta in z letaki pozvali k »[...] mirnemu protestu ter nenasedanju provokacijam«, na sporni dogodek pa so opozorili že med protestom in se od početja posameznika distancirali.

#### Protesti in epidemija koronavirusne bolezni v Sloveniji
Slovenijo je tik pred ustanovitvijo nove vlade zajela epidemija nove koronavirusne bolezni. 19. marca so z namenom zajezitve širjenja okužbe z odlokom začasno prepovedali gibanje in zbiranje na javnih površinah. Zaradi ukrepov za zajezitev epidemije tudi shodov ni bilo mogoče prijavljati, kot to zahteva zakon. Protestniki so poskušali zato v času vrhunca epidemije svoje nestrinjanje z novo vlado izkazati na iznajdljive načine.
Individualni protesti pred parlamentom
23. marca so na Trgu republike v Ljubljani posamezniki v znak nestrinjanja z vlado prižigali sveče.
Samostojnega protesta se je 2. aprila na Trgu republike lotil slovenski gledališki igralec, ki je na tla lepil križce, ki bi lahko služili kot mejniki varne razdalje za protestnike. Naslednji dan sta protestnika na domu obiskala policista zaradi suma kršitve splošne prepovedi gibanja na javnih mestih.
4. aprila sta protestnici na Trgu republike igrali badminton. Protestnik je na Trgu republike tudi v šaljivi igri minigolfa z žogico ciljal izrezane slike vladnih politikov.
V sredo 22. aprila je potekal protest Stopala upora; udeleženci so na Trg republike prihajali individualno in na tla polagali papirnata stopala. Nekatera stopala so bila popisana z različnimi sporočili. Policija je nekatere protestnike popisala zaradi kršenja odloka o prepovedi gibanja in zbiranja na javnih mestih in površinah, za kar je bila določena globa v višini 420 € (za izrekanje glob je pristojen zdravstveni inšpektorat).
Trije petkovi protivladni protesti z balkonov
Protestniki so v obdobju splošne karantene nezadovoljstvo z aktualno vlado sprva tri zaporedne petke izražali z ropotanjem z lonci na balkonih.
Prvi petkov protivladni protest na kolesih
Protestniki so prepoved zbiranja na javnih mestih nato poskusili obiti z organizacijo protesta na kolesih (saj je bilo gibanje po javnih površinah dovoljeno v okviru rekreacijskih aktivnosti); protestniki so se v petek 24. aprila prvič na kolesih popeljali skozi središče Ljubljane in protest zaključili s kroženjem in zvonjenjem pred stavbo državnega zbora. Protestniki so se zapeljali tudi mimo stavbe RTV SLO in s ploskanjem izrazili podporo javnemu mediju, njenim novinarjem in žvižgaču Ivanu Galetu, ki je razkril nepravilnosti pri javnem naročanju. Četrti zaporedni petkov protest je pod imenom Z balkonov na kolesa organiziralo 23 skupin preko socialnega omrežja Facebook.
Protivladni shodi po Sloveniji
Protesti, organizirani prek Facebooka, so bili ponovno prirejeni v ponedeljek 27. aprila. V Ljubljani je pred parlamentom stalo nekaj sto protestnikov, 100 ljudi (bistveno več po navedbah medijev in organizatorjev) je protestiralo v Mariboru, manjši shodi pa so istega dne potekali tudi v nekaterih drugih slovenskih mestih (Novi gorici, Ptuju in Trbovljah).
Protest je v Ljubljani policija poskusila preprečiti z omejitvijo Trga republike s policijskim trakom. Policija je protestnike prav tako opozarjala na upoštevanje varnostne razdalje in identificirala nekaj posameznikov zaradi ugotovitve kršitev, o katerih so poročali zdravstvenemu inšpektoratu. Policija je nekatere postopke in kršitve tudi snemala, da bi na podlagi posnetkov identificirala in sankcionirala kršitelje. Na proteste se je odzval minister za notranje zadeve Aleš Hojs, ki je sporočil, da je policija v Ljubljani in Mariboru »popisala večje število zbranih«, ki naj bi bili oglobljeni. Navedel je tudi, da je so bili organizatorji in udeleženci ovadeni kaznivega dejanja ogrožanja zdravja in da pričakuje, da bo policija za identifikacijo udeležencev tako petkovega kot ponedeljkovega shoda uporabila vse javno objavljene fotografije, vključno s tistimi iz družbenih omrežij in novičarskih medijev. Hojs je na Twitterju dodal: »Ne pričakujte pa, da bo policija vzrok nasilja«. Hojs je konec aprila tudi opozoril, da je pozivanje k protestom nezakonito. Na izjave notranjega ministra se je odzvala informacijska pooblaščenka, ki je izrazila skrb, da je policija obravnavala vsakršno gibanje po določeni javni površini kot potencialno storitev kaznivega dejanja v zvezi z zdravjem tudi v primeru upoštevanja predpisane varne razdalje. Takšna interpretacija nejasnih epidemskih odlokov bi lahko zaradi preširokega tolmačenja pomenila nepotreben in nevaren reden poseg v človekove pravice. Prav tako ni bilo jasno, ali se je sumilo, da so protestniki storili prekršek ali kaznivo dejanje; policija namreč sme fotografiranje in obdelavo fotografij uporabljati le pri pregonu kaznivih dejanj.
Protestni grafit v Mariboru
Konec aprila se je v Kulturnem centru Pekarna Mariboru pojavil grafit podobe Janeza Janše med izvajanjem nacistične salute s pripisom »Smrt janšizmu, svoboda narodu«. Grafit so nato gasilci zaradi domnevnega sovražnega govora že naslednji dan prebarvali, medtem ko je policija več ur preiskovala sum kaznivega dejanja spodbujanja sovraštva, nasilja ali nestrpnosti, kar je vzbudilo vprašanja o selektivni cenzuri političnega govora. Grafit se je nahajal na poslopju v zasebni in ne občinski lasti. Na očitke glede odstranitve se je odzval župan Arsenovič. Po mestu so bili nato odstranjeni tudi razni skrajno desni grafiti.

### Maj
Drugi petkov kolesarski protest: dva protesta v Ljubljani in prvi protesti drugod po Sloveniji
V petek 1. maja sta pred parlamentom potekala dva protesta. Prvega, opoldanskega, se je udeležilo okoli 100 ljudi. Opoldanski protest je organiziral in prijavil Ladislav Troha, predsednik gibanja Ozaveščeni prebivalci Slovenije, ki ga je policija tudi pridržala zaradi kršenja javnega reda in miru. Na večernem protestu se je zbralo še okoli 1.000 oz. 3.500 kolesarjev. Slednji protest ni bil prijavljen. Kršitev javnega reda in miru ni bilo zaznanih.
Istega dne se je shoda na Trgu svobode v Mariboru udeležilo okoli 80 ljudi, ki so protestirali proti vladi in v okviru praznika dela praznovali borbo za delavske pravice in Narodnoosvobodilno borbo. Shoda so se udeležili peš in na kolesih. Policija je nekatere protestnike popisala. Protesti so potekali tudi v Kopru in Novi Gorici (okoli 70 udeležencev).
Tretji petkov kolesarski protest
Udeležitev protestov 8. maja so napovedale opozicijske stranke LMŠ, SD in Levica in podpornike pozvale k udeležbi, stranka SAB pa je opozorila, da je treba spoštovati pravico državljanov do protesta. Podporo protestu je izreklo tudi 118 podpisnikov Foruma za demokracijo, ki ga sestavljajo vidni Slovenci. Policija je zaradi varnostnih razlogov pred protestom ogradila del Trga republike, potencialne udeležence pa opozorila na prepoved zbiranja na javnih mestih. Na prepoved zbiranja je opozorila tudi vlada. Prav tako je bil protest pod videonadzorom in preletom policijskega helikopterja. Protest je tokrat potekal pod geslom Ne boste nam vzeli naše svobode, pripravile pa so ga razne civilne iniciative. V Ljubljani se je zbralo okoli 5.500 protestnikov. Protestniki so zaradi zapore dela Trga republike zapolnili tudi več bližnjih cest. Konvoj protestnikov je med drugim odšel pred UKC LJ in s ploskanjem izrekli solidarnost z zdravstvenimi delavci.
V Mariboru se je zbralo prek 600 protestnikov (od tega okoli 400 na kolesih), ki so se se odpravili po mestnem centru in med drugim ploskali pred poslopjem Večera. Manj se jih je zbralo v Kopru in Celju in nekaterih drugih mestih (Nova Gorica, Črnomelj, Bela Krajina). Organizatorji so pred shodom svarili pred domnevno grožnjo infiltracije provokatorjev (domnevno "skupina 20 plačancev"), ki naj bi skušali z nasiljem nad policijo delegitimizirati shode in povročiti aretacijo nekaterih vidnejših soorganizatorjev. Seznanjenost z navedbami o provokatorjih je potrdila tudi policija in se skladno pripravila. Na protestu kljub strahom ni bilo nasilnih izgredov, neznanci pa so na površini trga nasuli risalne žebljičke. Organizatorji protesta so se prav tako zavezali k nepolitičnosti shoda in naznanili, da bodo morebitne predstavnike političnih strank, ki bi poskušali protest izkoristiti za samopromocijo, preglasili z glasbo.
Okoljevarstveniški protest pred parlamentom
12. maja je se je pred parlamentom zbralo več sto protestnikov, ki so nasprotovali istega dne potekajočemu sprejemanju reforme, ki bi nevladnim organizacijam močno omejil možnost sodelovanja pri upravnih postopkih z namenom ohranjanja narave (sodelovanje bi bilo onemogočeno okoli 90 % organizacij, ki delujejo na tem področju). Na nepravilnosti v pripravljenih reformah je med tem opozorila tudi Zakonodajno-pravna služba. Zakon je bil kljub temu sprejet.
Četrti petkov kolesarski protest
15. maja se je petkovih shodov vkljub slabemu vremenu udeležilo podobno število protestnikov kot teden poprej, več protestnikov je bilo peš. Pred protesti je razburila novica o prisotnosti vozila Slovenske vojske pred stavbo DZ na dan protesta; pojavila so se sklepanja, da bi protest lahko nameravala varovati vojska. Kasneje se je izkazalo, da je vojska zgolj nudila podporo policiji pri prevozu ograj.
Po protestu v Ljubljani je po spletu zaokrožila fotografija policista motorista, ki se je med shodom z gesto iztegnjenega palca na sebku slikal z udeležencem protesta na kolesu. Po poročanju Radia 1 je policist protestnika pred tem ujel, ko je protestnika na kolesu zaneslo, in s tem preprečil njegov padec. Sodelovanje policista pri slikanju s protestnikom je vznemirila (predvsem desni) del vladajoče koalicije, med drugim tudi notranjega ministra Hojsa. Podporo policistu sta po drugi strani izrekla oba policijska sindikata (Sindikat policistov Slovenije je pri tem v pismu javnosti obsodil »pogrom« dela politike nad sindikalnim kolegom), po neuradnih informacijah Dnevnika pa naj bi ga podpirali tudi neposredni nadrejeni. Na s SDS povezano Nova24TV so objavili ime in slike policista ter ga zaradi objav na njegovem zasebnem Facebook profilu označili za »znanega levičarja«, sebek s protestnikom pa za »dobro premišljeno akcijo krogov LMŠ«. Policist je bil v tem času prav tako vpleten v sodbo proti bivšemu politiku SDS Dimitriju Ruplu zaradi incidenta iz leta 2016, ko naj bi Rupel policista zmerjal, mu grozil s kariernimi posledicami (vplivanjem za znižanjem plače) in napadal zaradi njegove domnevne etnične pripadnosti. Do incidenta je prišlo za tem, ko je policist med rednim nadzorom prometa s kolegom ustavil vozilo z Ruplom in dvema sopotnicama zaradi neuporabe varnostnega pasu. Rupel prekršek zanika in priznava razburjenje nad policistom, zanika pa željitve in grožnje.
Protivladni grafiti po Sloveniji
V prvi polovici maja so se v Beltincih in Gornji Radgoni pojavili grafiti z motom »Smrt janšizmu, svoboda narodu« in drugimi protestnimi slogani. 14. maja so neznanci z grafiti s protestniškimi sporočili popisali fasado hiše in dvorišče poslanca SDS.
Peti petkov kolesarski protest
22. maja se je protestov v LJ in MB spet udeležilo podobno število protestnikov kot poprej. Protesti so ponovno potekali tudi v več drugih slovenskih mestih. Policija je v LJ opravila 33 identifikacijskih postopkov, eno osebo pa pridržala s pomočjo telesne sile in jo odvedla v prostore policije. Povod za incident je bil protestnikov transparent.
Protest pred ministrstvom za okolje
26. maja se je pred okoljskim ministrstvom zbrala skupina okoljevarstvenih protestnikov, ki so želeli izraziti nezadovoljstvo z omejitvami delovanja okoljskih, naravovarstvenih in nevladnih organizacij, epidemskih interventnih zakonih. Policija, ki jo je na prizorišče poklical varnostnik ministrstva, je protestnike popisala ter 4 protestnike odnesla in odpeljala na policijsko postajo.
Prvi protest delavcev v kulturi
26. maja je pred ministrstvom za kulturo protestiral Aktiv delavk in delavcev v kulturi zaradi nezadovoljnosti z delom ministrstva (predvsem odsotnosti odzivnosti na »vprašanja, dopise, pozive in pobude« delavcev v kulturi). Protestniki so pročelje stavbe ministrstva polepili z njihovimi dopisi, na katere ministrstvo ni odgovorilo.
Šesti petkov kolesarski protest
29. maja je število udeležencev v Ljubljani nekoliko upadlo; bilo jih je okoli 2.500. Udeleženci so se na shode ponovno podali pretežno na kolesih. Policija je v Ljubljani identificirala 43 oseb in ugotovila nekaj manj prekrškov ter zasegla več transparentov z »neprimerno vsebino«. Manjše število protestnikov se je že nekaj ur pred osrednjim ljubljanskim protestom zbralo pred sedeži koalicijskih strank. Pred sedežem stranke SMC je prišlo do manjšega incidenta s policijo, ko so protestniki pisali s kredo po tleh; proti 6 osebam je bil zato uveden prekrškovni postopek. Poleg shodov v drugih slovenskih mestih so solidarnostno demonstracijo priredili tudi izseljeni Slovenci v Berlinu, ki so se prav tako zbrali na kolesih.

### Junij
Drugi protest delavcev v kulturi
2. junija je na pobudo Aktiva delavk in delavcev v kulturi potekal shod za kulturo; okoli 500 udeležencev se je zbralo na Prešernovem trgu in odkorakalo do poslopja ministrstva za kulturo ter tam odložila protestne rekvizite. Na shodu sta se dva udeleženca protestno slekla do spodnjega perila, eden od nju pa je svoja oblačila zalepil na vhod ministrstva.
Sedmi petkov kolesarski protest
Protestov 5. junija se je v Ljubljani udeležilo okoli 4.000 ljudi, povečal se je delež udeležencev brez koles. Nekateri ljubljanski protestniki so bili s strani policije popisani zaradi pisanja po tleh s kredo. V Ljubljani so protest zaključili z metanjem papirnatih letalc čez ograjo pred parlamentom. V MB se je shoda udeležilo manj čez 200 ljudi, manj kot poprej. V Celju je bilo protestnikov okoli 150, v Velenju okoli 70. Protest 12. junija naj ne bi več vključeval kolesarjenja. V Ljubljani je policija ugotovila 7 kršitev javnega reda in miru, 2 kršitvi zakona o osebni izkaznici in 7 kršitev odloka o zapasni splošni prepovedi gibanja in zbiranja na javnih mestih. Po ljubljanskem protestu so se pojavila pričanja udeležencev o prisotnosti predelanih žebljev, ki so bili raztreseni po površini trga in so se nekaterim izmed udeležencev zapičili v obutev. Policija je zaradi raztrosa nevarnih predmetov sprožila preiskavo proti storilcu raztrosa.
Po protestu v Mariboru so fizično napadli enega izmed vidnejših protestnikov; napaden je bil tudi njegov prijatelj. Pri napadu je potencialno šlo za napad iz sovraštva; napadena oseba je bila član mariborske LGBT+ skupnosti. V Ljubljani je med protestom skupina mimoidočih zamaskiranih in temno oblečenih protestnikov obdala službeni avtomobil Nova24TV. Incident si deloma ujeli na posnetku, snemanem iz notranjosti avtomobila. Eden iz skupine se je usedel na pokrov stoječega avtomobila in na njemu poskakoval. Drugi »naj bi z rokami tolkli po oknih avtomobila in celo brcali v pločevino«.
Tretji protest delavcev v kulturi
9. junija so pred Ministrstvom za kulturo ponovno protestirali delavci v kulturi; na svojem 3. protestu so protestirali tako, da so se na cesti pred poslopjem ministrstva ulegli na tla, kar naj bi simboliziralo »smrt kulture«.
Osmi petkov protest
12. junija se je na protestu v Ljubljani zbralo okoli 5.000 udeležencev. Udeleženci so se sprva zbrali na Prešernovem trgu, kasneje pa odšli na Trg republike. Protest je potekal brez kolesarjenja. Protestniki v LJ so bili razdeljeni v več sklopov: antimilitaristični, antifašistični, okoljevarstveni, in kulturniški. Med ljubljanskim protestom so nekateri udeleženci kljub pozivom policistov preskočili policijsko ograjo na Trgu republike (nekateri so se nato ulegli na tla, nekateri pa pobirali papir, ki so ga protestniki pred tem vrgli čez ograjo,) zaradi česa jih je policija sedem pridržala in nekatere tudi privedla na policijsko postajo, pred katero se je zato zbrala manjša skupina protestnikov. Po preskakovanju ograje je prišlo tudi do prerivanjem med policijo in manjšo skupino zamaskiranih protestnikov skupine Antifa, ki so tako poskušali ograjo podreti, nato pa so nad policijo vzklikali: »Čuvate fašiste«.
Med protestom v Celju naj bi meščan po kratki verbalni izmenjavi udaril protestnico na kolesu, ki naj bi incident prijavila policiji. Domnevni napadalec – sicer lastnik poslovnega poslopja, v bližini katerega naj bi potekal shod – je obtožbe fizičnega napada zanikal in trdil, da je protestnici zgolj vzel piščal, s katero mu je piskala v obraz, ne da bi se je dotaknil. V izjavi za javnost je tudi navedel, da je do konfrontacije prišlo potem, ko se je protestnikom pritožil zaradi hrupa, ki naj bi motil stranke. Po navedbah očividcev pa naj do incidenta sploh ne bi prišlo v neposredni bližini poslopja, napadeni pa naj bi bili dve protestnici, pri čemer naj bi storilec eni res zgolj vzel piščalko, drugo pa fizično napadel.
V Mariboru so mnogi še vedno protestirali na kolesih.
Četrti protest kulturnikov
16. junija je protest pred Ministrstvom za kulturo ponovno organiziral Aktiv delavk in delavcev v kulturi. Ti so se posedli pred poslopjem ministrstva in nato gromko zaploskali.
Deveti petkov protest
19. junija je policija pred protestom ogradila celoten Trg republike in del okoliških površin in tako preprečila shod v neposredni bližini parlamenta. V urah pred začetkom shoda je ograjo protestno preskočilo 27 oseb, ki so se nato zadrževale na območju trga; 16 od teh je policija fizično odstranila za tem, ko ga kljub opozorilom niso zapustile same. Ljubljanski protest je bil najštevilčnejši do tedaj; udeležilo se ga je okoli 7.000 ljudi. Udeleženci so se najprej zbrali na Trgu republike, nato pa odšli na Prešernov trg in po mestnem središču. Zaradi ograditve trga so se ustavili tudi pred stavbo Generalne policijske uprave in Ministrstva za notranje zadeve in vzklikali: »Čuvate lopove,« hkrati pa so protestniki izražali tudi podporo policistom. Po protestih se je na spletu pojavil posnetek, na katerem protestnica z vodno pištolo s tekočino škropi po policistih, ki so protest varovali. Nova24TV je za tem objavila domnevno identiteto posameznice. V Mariboru se je zbralo okoli 350 protestnikov, v Celju pa okoli 400, v Velenju je udeležba upadla. V Mariboru so protestniki med drugim protestirali pred sedežem stranke SMC.
Po protestih so se pojavila poročila, da je policija v središču Ljubljane pred protestom in izven kraja protesta ustavila in evidentirala več oseb zaradi suma, da se bodo protesta udeležile. Eno naj bi policisti zaradi suma namena udeležbe protesta ustavili, evidentirali in jo vsaj pol ure izpraševali, potem ko je zapustila območje tovarne Rog, kjer naj bi se zbirali nekateri protestniki. K drugi so pristopili, medtem ko je delila letake, s katerimi je spodbujala k bojkotu prihajajoče državne proslave ob dnevu državnosti (zaradi suma, da bo v prihodnosti storila prekršek oz. kaznivo dejanje). Incident so ujeli na posnetku. Skupini ljudi naj bi policisti pot prestregli z dvema policijskima voziloma, nakar naj so jih policisti (pripadniki posebne enote v polni opremi) med postopkom evidentiranja potiskali ob zid (razloga za postopek niso obrazložili). Tudi ta incident je deloma posnel očividec. Policija je ustavila in popisala tudi novinarja Radia Študent, ga spraševala, kam je namenjen, ter mu preiskala torbo. Novinar je navedel, da je policija medtem ustavljala še druge mimoidoče. Generalni direktor policije je v odgovoru na navedbe navedel, da je policija v okolici poteka protesta izvedla zgolj 20 postopkov identifikacije, česar naj ne bi bilo moč razumeti kot sistematično legitimiranje ali zastrahovanje potencialnih udeležencev protestov. Poostreno ugotavljanje identitete naj bi bilo upravičeno na podlagi potencialno nasilnih incidentov na predhodnem protestu.
Protestna antiproslava dneva državnosti in proti-protest Rumenih jopičev
24. julija so protestniki na Prešernovem trgu v Ljubljani priredili protestno »antiproslavo« dneva državnosti, ki se je pričela dve uri pred uradno državno proslavo, ki je potekala na Kongresnem trgu. K proslavi je sprva pozval Aktiv delavk in delavcev v kulturi, ki je več protestnih akcij organiziral že v predhodnih tednih. Aktiv je prav tako pozval na bojkot državne proslave. Bojkot uradne proslave je med drugim napovedal Marjan Šarec.
Premier Janša je pozivanje na »antiproslavo« označil za »[...] nedostojno, zavržno in izven vsega, kar si predstavljamo pod besedami normalnost in civilizacija«. Leta 2016 je sicer SDS dan po uradni slovesnosti dneva državnosti prav tako priredil lastno slovesnost skupaj z nekaterimi drugimi opozicijskimi političnimi in družbenimi skupinami. Premier Cerar je tedaj ločeno proslavo označil za »prakso razdvajanja«.
Scenarist državne proslave je bil Igor Pirkovič. Na prireditvi je nastopalo oz. sodelovalo tudi več podpornikov SDS oz. posameznikov s povezavami s stranko. Vlada je med pripravo proslave iz odbora za državne proslave izključila Zvezo veteranov vojne za Slovenijo in Zvezo policijskih veteranskih društev Sever, vanj pa kot predstojnika stališča veteranskih in domoljubnih društev vključila zgolj predstavnika bistveno manj številnega Združenja za vrednote Slovenske osamosvojitve (VSO), ki velja za veteransko organizacijo, blizu stranki SDS. Odpovedana je bila tudi udeležba praporščakov združenj borcev za vrednote NOB (eden je bil zato prisoten na alternativni proslavi).
Večtisočglava skupina udeležencev "alternativne proslave" je trg v celoti zapolnila; po ocenah policije je bilo udeležencev okoli 3000. Sledeč shod udeležencev alternativne proslave po mestu je oteževalo obširno območje omejenega gibanja, ki je zajemalo radij 500m okoli uradne proslave, zaradi česar je bil ograjen in varovan večji del okoliških ulic. Državno proslavo je kasneje zmotil raper Zlatko, ki je z megafonom v roki preskočil varnostno ograjo in poskusil nagovoriti navzoče. Kmalu za tem so ga prestregli varnostniki. Ob prihodu pripadnikov častne garde Slovenske vojske na uradno proslavo pa je neznanec nad pripadniki vzklikal "izdajalci". Incident je bil posnet. Prav tako so neznanci popisali vojaška vozila z "neprimernimi izrazi". Vandalizirana vozila so očistili, do materialne škode ni prišlo. Sindikat vojakov Slovenije je nekaj dni kasneje podal kazensko ovadbo sramotenja države zoper storilca, ki je nad vojaki vzklikal "izdajalci".
Udeležence je na Prešernovem trgu ob spomeniku pričakala manjša skupina približno 30-ih provladnih protiprotestnikov v rumenih jopičih ("Rumenih jopičev") in s plakatom in transparenti s protianarhistično vsebino, ki je prireditev nato motila s hrupom in vzklikanjem provokativnih in žaljivih gesel (med drugim "smrt komunistom"). Zaradi napetosti med skupinama je policija med njimi ustvarila živi zid. Nekateri protiprotestniki v rumenih jopičih so nosili oblačila in obutev ter imeli tetovaže, povezane s skrajno desnico oz. neonacizmom oz. gibanjem Generacija identitete. Eden izmed proti-protestnikov je med protestom iztegnil roko v nacistično saluto, nakar ga je ustavil drug proti-protestnik. Med salutiranjem je bil proti-protestnik eden izmed redkih v skupini, ki ni imel nadetega rumenega jopiča. Rumeni jopiči so po protestu na svojem Twitter profilu zapisali, da je bil posameznik njim neznan ter očitno infiltriranec, saj ni nosil rumenega jopiča. Ostale slike protesta so pokazale, da je bil posameznik prisoten v skupini Rumenih jopičev že pred prihodom na trg, da je pomagal držati transparent, da je nosil obutev in obleko povezano z neonacizmom, da je imel na roki vidni dve tetovaži, povezani s skrajno desnico oz. neonacizmom in da je po salutiranju tudi sam nadel rumen jopič in ostal v skupini (in tudi prejel transparent in bil vpleten v interakcije z ostalimi Rumenimi jopiči). Kasnejša raziskava javno dostopnih fotografij Rumenih jopičev je identificirala 8 udeležencev s povezavami z neonacizmom; nekateri so bili povezani tudi s člani ali pa so bili sami vodilni člani slovenske izpostave neonacistične skupine Blood & Honour. Eden od neonacističnih Rumenih jopičev se je politično udejanjal v stranki SDS, v okviru katere je leta 2014 tudi kandidiral na lokalnih volitvah.
Rumeni jopiči so v objavah na družabnih omrežjih Facebook in Twitter pod naslovom "Kontrarevolucija se je začela" kasneje pozvali širšo javnost, naj se jim pridruži v mirnem proti-protestu proti "rdeči drhali" na naslednjem petkovem protivladnem protestu v Ljubljani. Njihov poziv h "kontrarevoluciji" so po-objavili tudi na Nova24TV, kjer so objavili tudi "ekskluziven" intervju z vodjo proti-protestnikov, ki je glede tveganja za nasilen obračun med množicama povedal: "Če so nas hoteli napasti, ne vemo, zakaj so se opogumili šele, ko se je med nas in njih postavila policija. Anarhisti in Antifa pa so še kljub policijskemu kordonu raje ostali na razdalji daljši od dometa človeških rok. V bistvu so nas razočarali, saj so nas provocirali samo upokojenci." V intervjuju je tudi pozval javnost k udeležbi prihajajočih proti-protestov, ki jih Rumeni jopiči načrtujejo na istem kraju in ob istem času kot protivladne proteste. Oba prispevka s pozivi k udeležbi je na Twitterju delil premier Janša. Na svojem Twitter profilu so Rumeni jopiči prav tako delili meme, v katerem so opisani z besedami "se ne bojijo fizične konfrontacije" in "mal jih je ampak jih boli k*rac ka so vsi fejst deci".
Deseti petkov protest
25. junija je bil Trg republike v Ljubljani popolnoma neograjen (policija je namreč ocenila "da ograja ni potrebna"), nizka pa je bila tudi policijska prisotnost. Policisti so prav tako patruljirali v običajnih opravah; policisti v protiizgredni uniformi niso bili postavljeni okoli stavbe parlamenta temveč so čakali v policijskih vozilih. Kljub temu protestniki tekom shoda niso protestirali v neposredni okolici parlamenta. Shoda v Ljubljani se je udeležilo okoli 3.500 ljudi. Udeleženci so se sprva zbrali na Prešernovemu trgu, kjer so kipu Prešerna simbolično nadeli okove ter čez imensko ploščo nadeli napis "žalosten". Od Prešernovega trga so se protestniki podali po poteh okupirane Ljubljane. Med drugim so se protestno ustavili tudi pred sedežem stranke SD, šli pa so tudi mimo vladne palače. Shod se je zaključil na Kongresnem trgu. Opravljenih je bilo 6 postopkov ugotavljanja identitete, ugotovljene ni bilo nobene kršitve.
V Mariboru je protestiralo okoli 500 ljudi. Protivladnega protesta se je udeležil Ivan Gale, ki je udeležence tudi nagovoril. Protestniki so se nato odpravili po mestu in se ustavili pred stavbo sodišča, ter na Titovem mostu (na katerem so prepevali Zdravljico) in Starem mostu. Protest je med drugim potekal tudi v Celju.
V noči po protestih so bile v središču Ljubljane preluknjane pnevmatike vsaj 46-im parkiranim vozilom. Policija glede na razpoložljive informacije ni ugotovila povezave s protesti. Kljub temu je več z SDS-povezanih medijskih portalov krivdo za poškodovanje pnevmatik pripisalo pripadnikom Antife, ki se je udeleževala protestov.

### Julij
Enajsti petkov protest
3. julija se je protivladnega protesta v Ljubljani udeležilo okoli 2.500 ljudi. Protestniki so se zbrali na Prešernovem trgu in se podali na shod po mestnem centru, ki so ga zaključili na Trgu republike. Mnogi so se protesta ponovno udeležili s kolesi. Tema protesta je bilo nasprotovanje fašizmu, rasizmu in nacionalizmu. Protestniki so v odziv na razkritja povezav med provladnimi Rumenimi jopiči in neonacizmom uporabljali transparente s prečrtano svastiko. Provladnega shoda Rumenih jopičev se je udeležilo okoli 80 oseb. Rumeni jopiči, ki so se prav tako zbrali na Prešernovem trgu in podali na shod po centru mesta, so izrekli podporo vojaškim patruljam na meji in ukinitvi RTV Slovenije. Policija se je zaradi nevarnosti konfrontacije med dvema skupinama protestnikov na varovanje dogodkov dodatno pripravila; proteste je varovalo tudi nekaj policistov konjenikov. Shoda sta potekala mirno. Opravljeno je bilo 36 postopkov ugotavljanja identitete in 2 kršitvi. Zaradi očitkov, da so policisti na predpredhodnem protestu s prekomernim popisovanjem protestnikov presegli pooblastila je na protestih izvajal nadzor protestov varuh človekovih pravic.
V Mariboru se je zbralo več kot 400 protestnikov. Tudi v MB je bila ob protestih krajši čas prisotna manjša skupina (osmih) Rumenih jopičev.
Dvanajsti petkov protest
10. julija se je v Ljubljani zbralo okoli 2.500 protestnikov in okoli 40 Rumenih jopičev, iz katerih so se nekateri protestniki norčevali tako, da so jih na njihovem mestu zbiranja pričakali oblečeni v rumene jopiče in hkrati našemljeni v pustne kostume. V Ljubljani je bilo opravljenih 12 postopkov ugotavljanja identitete in ugotovljeni vsaj 2 kršitvi zakona o javnih zbiranjih. Ena oseba je napadla policista in se uprla med postopkom ugotavljanja identitete, zaradi česar je policija uporabila prisilna sredstva. Med shodom je ob Tromostovju prišlo do konfrontacije med uličnim glasbenikom harmonikarjem in dvema protestnikoma; harmonikar je zamahnil proti protestniku, ki naj bi ga motil z žvižganjem s piščalko. Za tem je drugi mimoidoč protestnik nad harmonikarjem vzkliknil "kaj ga tepeš" in začel provokativno ploskati ob harmonikarjevemu obrazu. V MB je udeležba upadla.
Trinajsti petkov protest
17. julija je v Ljubljani protestiralo več tisoč udeležencev. Udeleženci so se zbrali na Prešernovem trgu in se sprehodili po centru Ljubljane. Med drugim so se ustavili pred stavbo RTV Slovenije in ob tem ploskali in vzklikali "RTV je naša". Od tod se je manjši del protestnikov podal do Trga republike, večji del pa v Park slovenske reformacije, kjer je potekala "ljudska skupščina". Na skupščini so se protestniki oblikovali v skupine in razpravljali o ključnih družbeno-političnih izzivih. Policija je navedla, da je zaznala dva shoda; prvi se je začel ob 18:30 na Trgu republike in štel okoli 50 udeležencev, drugi pa se je začel ob 19:00 in štel okoli 3.000 udeležencev. Provladni Rumeni jopiči so pred protestom napovedali, da ne bodo protestirali kot skupina, temveč da se bodo pomešali med množico protivladnih protestnikov in poskušali udeležence identificirati. Aktivnost so poimenovali "rumeni monitoring" in protestnike opozorili "Kdor ne želi biti identificiran, naj ostane doma." V času protestov so nasprotniki protivladnih protestnikov prav tako organizirali zbor harmonikarjev, da bi izrazili podporo znanemu ljubljanskemu uličnemu glasbeniku harmonikarju, ki se je na predhodnem protivladnem protestu zapletel v incident z enim od protivladnih protestnikov, ki ga je zmotil s piščalko in ploskanjem.
V Mariboru je pred protestom močno deževalo, udeležba pa je bila najnižja do tedaj.
Štirinajsti petkov protest
24. julija
Petnajsti petkov protest
31. julija

### Avgust
Šestnajsti petkov protest
7. avgusta
Sedemnajsti petkov protest
14. avgusta
Osemnajsti petkov protest
21. avgusta
Devetnajsti petkov protest
28. avgusta

### September
Dvajseti petkov protest
4. septembra
Enaindvajseti petkov protest
11. septembra
Dvaindvajseti petkov protest
18. septembra
Triindvajseti petkov protest
25. septembra

### Oktober
Štiriindvajseti petkov protest
2. oktobra
Petindvajseti petkov protest
9. oktobra
Šestindvajseti petkov protest
16. oktobra so zaradi ponovne protiepidemijske prepovedi zbiranja protestniki ponovno protestirali na kolesih. V Ljubljani se jih je po lastnih navedbah zbralo okoli 1.500. Udeleženci se niso zbrali na določenem mestu; namesto tega so kolesarili po središču Ljubljane (zaradi česar je bil za nekaj časa oviran avtobusni promet). Protestniki so nosili maske in poskušali vzdrževati varno medosebno razdaljo, kar je oteževalo število udeležencev. Pobudniki protesta so pred protestom udeležence pozvali k upoštevanju epidemijskih pravil, izogibanju zadrževanja v skupinah in izogibanju policistom. Nekateri protestniki so se vkljub nasvetom zbrali na Trgu republike, kjer je policija izvedla številne postopke. Med protestom je protestnik raper Zlatan Čordić - Zlatko pograbil in odvzel kamero snemalcu Nova24TV, posredovala je policija. Minister za notranje zadeve Aleš Hojs je na Twitterju zapisal, da mora policija zoper Čordića pričeti kazenski postopek, direktov Nova24TV Boris Tomašič pa navedel, da je medijska hiša proti Čordiću podala kazensko ovadbo.
Policijska prisotnost na protestu je bila precejšna, prisotni so bili tudi pripadniki konjenice in pripadniki v protiizgredni opravi. Policija je protest videonadzorovala in nekatere udeležence popisala. Policija je na Ljubljanskem protestu ugotovila 33 kršitev odloka o začasni prepovedi gibanja in zbiranja, 2 kršitvi javnega reda in miru, eno kršitev zakona o javnih zbiranjih, zasedli pa so tudi pirotehniko in hladno orožje.
Začasno prenehanje petkovih javnih protestnih shodov
Predstavniki rednih petkovih protivladnih protestov so v oktobru sporočili, da zaradi poslabšanja epidemije koronavirusne bolezni v Sloveniji da bodo s petkom 23. oktobra začasno prenehali z javnimi protestnimi shodi in pozvali k alternativnim načinom izražanja nasprotovanja vladi. Ped predstavnikov protestov se je zbralo pred vladno palačo priredili novinarsko konferenco. Ob koncu podajanja izjave medijem je do protestnikov pristopila policija v spremstvu zdravstvenih inšpektorje in štiri tudi popisala zaradi suma kršitve odloka o omejitvi zbiranja (kljub temu, da odlok dovoljuje zbiranje do največ šest oseb). Skupina protestnikov je ob odhodu pred vrati vlade pustila kolo.
Kljub pozivu predstavnikov protestov je v petek 23. oktobra po navedbah policije na Trgu republike krajši čas kolesarilo okoli 10 oseb.
Protestna akcija Aktiva delavk in delavcev v kulturi
V petek 23. oktobra 2020 je pred stavbo Ministrstva za kulturo potekala protestna akcija Aktiva delavk in delavcev v kulturi. Na ulici pred stavbo so protestniki postavili šest miz, na katerih so bila zapisana imena nekaterih zaposlenih na ministrstvu, med drugim ministra Vaska Simonitija, članice kabineta ministra Alenke Gotar, državne sekretarke Ignacije Fridl Jarc, svetovalca ministrstva za odnose z javnostjo Mitje Iršiča in svetovalca na ministrstvu Mira Petka. Poleg imen so bila na listih zapisana tudi gesla "Deložirajmo M6", "Zasužnjimo RTV", "Pohojsajmo filme", "Smrt umetnosti" itn. Mize, na katerih so bile tudi simboične odstopne izjave, so bile oblite z rdečo tekočino, ki se je razlivala tudi po stolih in tleh. Protestna akcija je bila med drugim odziv na odločitev ministrstva, da se morajo nevladne organizacije izseliti iz prostorov na Metelkovi ulici; inštalacija naj bi predstavljala simbolično deložacijo vodstva ministrstva. Protestniki so pri tem sporočili, da bodo svoje akcije v prihodnje stopnjevali.
Minister Simoniti je v simboliki protesta prepoznal grožnjo s smrtjo njemu in uradnikom ministrstva in protest označil za "nevarno delovanje nedemokratične skupine" ter policijo pozval, naj zato proti odgovornim za postavitev inštalacije sproži kazenski postopek zaradi.

### November

#### Protesti in izgredi v Ljubljani v četrtek 5. novembra 2020
V četrtek, 5. novembra 2020, sta v središču Ljubljane potekala dva protestna shoda z raznolikimi pobudniki in cilji. Nekateri udeleženci so protestirali proti vladi, drugi pa so nasprotovali ukrepom za zajezitev epidemije koronavirusa in na podlagi raznih teorij zarot. Na popoldanskem shodu je bila prisotna tudi znatna skupina udeležencev, ki so se dogodka udeležili zgolj zato, da bi zanetili izgrede. Medtem ko je opoldanski shod minil mirno in pritegnil le peščico udeležencev se je popoldanski shod z okoli 500 udeleženci kmalu po pričetku sprevrgel v nasilne izgrede dela udeležencev, ki so se shoda udeležili v želji spopada s policijo. Izgredniki so metali različne predmete in uničevali javno lastnino ter napadali policiste, novinarje in druge protestnike. Shod in nemiri so se začeli na Trgu republike, izgredniki pa so se nato razpršili po središču mesta in še okoli 2 uri vztrajali s spopadi in nasiljem. Poškodovanih je bilo 15 policistov in dva novinarja. Zaradi nasilja na kasnejšem protestu in pa suma, da so bili izgredi predhodno načrtovani in namenoma izvedeni, so bile sprožene policijske in parlamentarne preiskave.

### Protest na Triglavu in incident na Kredarici
70. kolesarski protest so organizatorji pripravili 20. avgusta 2021 na vrhu Triglava, kjer je okrog ducat protestnikov razprostrlo zastavo z rdečo podobo Triglava in kolesa ter prinesli kolo. Razprtih je bilo tudi nekaj transparentov s protivladno vsebino. Protestnike je nagovorila predsednica sindikata Mladi plus Tea Jarc. 
Ob sestopu je skupina pri koči na Kredarici srečala skupino pohodnikov, med katerimi sta bila tudi predsednik vlade Janez Janša in minister za notranje zadeve Aleš Hojs. Iz posnetka, ki je zaokrožil po spletu, je bilo razvidno, da se protestniki postavili pred sedeča politika. Z njimi je komuniciral minister Hojs, med tem ko je Janša skupino sprva ignoriral. Protestniki so pred njima med drugim vpili "Sram naj vas bo!", "A mislite, da boste mirno spali danes, ali katerokoli noč?", "Mislite, da se bo ljudstvo predalo, da bomo odnehali, da se bomo nehali boriti za svobodo, nikoli ne bomo!", "A Janez Janša je že pobegnil?", "Dol pobegnite, dajte no!", "Obtožujemo ga [Janeza Janšo] seveda to, da je ukradel demokracijo, da smo priča korupciji, nepotizmu, da smo priča političnemu kadrovanju.", slišati je bilo tudi žvižge in zmerjanje nekaterih spremljevalcev. Janša je bil večidel incident spremljal smeje, ob koncu pa je dejal: "Nisem pa vedel, da ima Polje danes dan odprtih vrat". Po navedbah govornice s protesta Tee Jarc, jo je eden od Janševih spremljevalcev udaril. Mediji so ob tem poročali, da naj bi Janšo in Hojsa evakuiral helikopter, a je generalni direktor policije informacijo zanikal. Helikopter je po besedah ministra za obrambo, Mateja Tonina, na Kredarico pripeljal zaloge in meteorologa. Naslednji dan sta se namreč oba fotografirala na vrhu Triglava. Protestniki so na planinske table lepili svoje nalepke, v namen njihovega odstranjevanja je morala biti, po besedah Boštjana Gortnarja, organizirana čistilna akcija. Tako početje je prepovedano, za njega je zagrožena globa.

## Odzivi
Predsednik vlade Janez Janša je 8. maja protestnike v zapisu v angleščini označil za "ekstremno levico" in se obregnil ob prisotnost jugoslovanske zastave in protestnikov z grafično majico s podobo Josipa Broza Tita. 14. maja je na seji DZ trdil, da na protestih z motom "Smrt janšizmu, svoboda narodu" njemu in posredno vsem njegovim volivcem grozijo s smrtjo. Domnevne grožnje je ponazoril s pripravljenim slikovnim gradivom, organe pregona pa pozval k presoji. Kasneje se je na plakate protestnikov z napisom "Smrt janšizmu! Svoboda vsem!" odzval z "[...] Prekoračili ste vse meje." in med slovesnostjo, ki je obeleževala povojne poboje in potekala na isti dan kot protest, na katerem so se plakati z napisi pojavili, komentiral: "Ne bomo vam dovolili, da Slovence znova pahnete v bratomorno divjaštvo. Preveč gorja je to slepo sovraštvo že povzročilo in storili bomo vse, kar je treba, da vam to ne bo uspelo." 12. junija se je na zapise na protestu odzvala z: "Organizirana grožnja s smrtjo ob podpori SD, LMŠ, Levice, RTV Slovenije, 24ur in Državnega tožilstva RS. Ni leto 1945, ampak Slovenija, 2020 - 21. stoletje." Policija je na predlog premierja Janše po navedbah iz 17. junija vodila 8 kazenskih postopkov proti protestnikom zaradi gesla "smrt janšizmu" na podlagi suma grožnje s smrtjo. V primeru spoznanja krivde bi lahko osumljene doletela denarna kazen ali do 6 mesecev zaporne kazni. Janša je prav tako izjavil, da protestniki in politiki, ki protestnike podpirajo, "Ogrožajo zdravje in življenje ter širijo #COVID19" in da domnevni organizator protesta "nekaznovano krši zakone in ogroža zdravje in življenja Slovencev". Janša je v pismu generalnemu državnemu tožilcu v zvezi s protivladnimi protesti navedel, da bo "[z]a vsako morebitno žrtev organiziranih groženj s smrtjo [...] neposredno odgovor[en]", saj da ker tožilstvo ne preganja protestnikov kljub "stopnjevanim in organiziranim grožnjam s smrtjo".
SDS je fotografijo konfrontacije Antife in policistov ob varnostni ograji pred parlamentom na 8. petkovem protestu uporabil za naslovno sliko na njihovi Facebook in Twitter strani ter politično oglaševalno kampanjo na oglaševalnih panojih. Slika anarhistov je obarvana rdeče in pospremljena z zapisom "GROZIJO, UNIČUJEJO...", ob njej pa je slika s Protesta Rešimo Slovenijo, ki je pospremljena z zapisom "MI GRADIMO PRIDRUŽI SE SDS".
Minister za notranje zadeve Aleš Hojs je proteste na videokonferenčnem klicu z notranjimi ministri držav EU po lastnih navedbah označil za primer "[boja] medijev in levega političnega pola proti vladi, ki uspešno omejuje epidemijo". Hojs je v času tik pred oz. po protestih vsaj dvakrat obiskal prostore policijskega Operativno-komunikacijskega centra. Po poročanju Necenzurirano.si naj bi Hojs tudi usmerjal delo policije med protesti, kar bi pomenilo kršitev zakona o organiziranosti in delu v policiji, ki preprečuje vmešavanje ministrov v delovanje policije.
Na z SDS-povezano Nova24TV so bili protestniki in organizatorji protestov označeni kot "radikalneži"/"radikalni levičarji"/"radikalci"/, "kolesarski revolucionarji", "radikalni sovražniki desnice", "radikalni protestniki", "skrajneži"/"skrajni levičarji", in "ekstremisti". Na Nova24TV je bilo prav tako zapisano, da gre za "orkestrirano akcijo" ker da "za protivladnimi protesti stojijo Levica, SD in LMŠ", da opozicija s pozivi na proteste ogroža zdravje in zaključila: "[v] ozadju tega protesta se torej skrivajo interesi po denarju iz državne blagajne po eni strani, po drugi strani pa po moči in oblasti določenih opozicijskih strank". Pričeta je bila tudi peticija v podporo vladi, ki naj bi jo po navedbah organizatorjev podpisalo več kot 100.000 posameznikov. Nova24TV je objavila več kritičnih ali zaničujočih prispevkov o posameznikih, povezanih s protesti, v katerih je tudi razkrivala njihove identitete in osebne informacije. Več protestnikov je opozorilo, da so bili deležni prejemanja žaljivih sporočil in groženj po objavi takšnih prispevkov. Nova24TV je v prispevku v začetku julija ob porastu primerov okužb COVID-19 na podlagi starosti obolelih (18 od 30 okuženih mlajših od 44 let) zaključila, da so za porast okužb odgovorni protivladni protestniki: "Glede na starost okuženih lahko ugibamo, da je udeležba politkolesarjev na antiproslavi ob dnevu državnosti obrodila sadove. Ves trud in dobri rezultati, ki so bili doseženi v prvih mesecih spopada s pandemijo covid-19 so bili vrženi stran. Drugi val je tako realnost, ki se ji je nemogoče izogniti. Zahvala gre politkolesarjem."
V Amnesty International Slovenije so ocenili, da postaja pravica do protesta v Sloveniji zaradi dejanj oblasti ogrožena.
Do protestov so se v času protivladnih protestov večkrat opredelili tudi predstavniki slovenske rimokatoliške cerkve. 30. aprila sta se Komisija Pravičnost in mir slovenske Katoliške cerkve in Društvo Slovenski katoliški izobraženci podpisali pod pismo podpore vladi Republike Slovenije, v ki vladi izraža podporo pri prizadevanjih "za zajezitev epidemije covida – 19". V pismu nato navajajo "zavračamo poskuse nekaterih predstavnikov opozicijskih strank, ki vas skušajo s proceduralnimi postopki ovirati pri delu, vam jemati dragoceni čas in motiti pri nujno potrebni zbranosti za izvajanje te izredno težke naloge. Obsojamo grožnje uličnih progresivcev s ponovnim izbruhom »ljudske jeze«, netenjem nezadovoljstva med prebivalstvom, podtikanjem lažnivih novic, napihovanjem napak vlade ali njej podrejenih služb in drugih zlorab demokratičnega sistema. Neodgovorno in hujskaško delovanje omenjenih skupin in dela opozicijskih poslancev povečuje družbeno napetost in slabi obrambni sistem države in družbe." Kardinal Franc Rode je ob slovesnosti za praznik Marijinega vnebovzetja na Brezjah 15. avgusta izjavil, da narod potrebuje pomoč Svete Marije med drugim tudi ker da "doživlja nepotrebna nasprotovanja in proteste, ki ne gradijo skupnosti in ne obetajo prihodnosti". V izjavi ob prazniku vseh svetih je Komisija Pravičnost in mir pod vodstvom nadškofa Antona Stresa dne 28. oktobra izrekla podporo in hvaležnost vladi ob soočanju z epidemijo koronavirusa, hkrati pa obsodila "del slovenske opozicijske politike", ker da "več truda in naporov vlaga v to, kako bi se znova dokopala do oblasti, kakor da bi sodelovala pri reševanju zdravja in življenja državljanov" in dodala "pričakujemo nasprotno držo: da bodo voditelji držali skupaj v bistvenem ter da bodo kljub različnim pogledom in interesom jasno izražali enotnost in solidarnost". V nadaljevanju je Komisija obsodila petkove protivladne proteste zaradi kršenja epidemijskih ukrepov in njihovih domnevnih pozivov k umoru političnih nasprotnikov in doda "Od tod je do nasilja in političnega terorizma samo korak." Komisija je prav tako obsodila "javna glasila z RTV Slovenija na čelu", ker so ti mediji poročali o protivladnh protestih, ne pa tudi o Pohodu za življenje, ki je zagovarjal prepoved splava. Komisija je zato prve opredeli kot del "kulture smrti", druge pa kot branitelje življenja. V zaključku izjave Komisija vernike pozove, naj odločneje premagujejo "kulturo smrti".

### Mnenje javnosti
V anketi Ninamedije, izvedeni med 12. in 13. majem, je proteste kot utemeljene ocenilo 52,2 % vprašanih, 44,1 % vprašanih pa kot neutemeljene.
V anketi Valicon, izvedeni med 12. in 14. majem, se je z zahtevami protestnikov pretežno strinjalo 57 % vprašanih, 27 % vprašanih se pretežno ni strinjalo, 16 % pa jih je bilo neodločenih/neseznanjenih z dogajanjem (med tistimi, ki so bili vsaj delno seznanjeni s protesti, se je z njimi povsem strinjalo 33 % vprašanih, pretežno 28 % vprašanih, pretežno nestrinjalo 12 % vprašanih, sploh ne 17 % vprašanih, 11 % pa je bilo neopredeljenih ali nezadostno seznanjenih). Da je protestno kolesarjenje pretežno primeren način protestiranja, je menilo 54 % vprašanih (32 % je menilo da povsem primeren), pretežno neprimerno 36 % vprašanih (21 % je menilo da povsem neprimerno), 10 % pa jih je bilo neodločenih. 63 % vprašanih je menilo, da so seznanjeni z vsebino protestov (25 % zelo dobro seznanjenih, 38 % pretežno seznanjenih).
V anketah Parsifal, ki je povezana s SDS in izvaja ankete za s SDS-om povezan medij Nova24TV, je v anketi iz 22. maja 46,9 % vprašanih podpiralo proteste, 49,6 % pa ne. V anketi iz 5. junija je proteste podpiralo 44,8 % vprašanih, 51,2 % pa ne. V anketi iz 18. junija in izvedeni med 15. in 17. junijem je proteste podpiralo 42,8 % vprašanih, 52,9 % pa jih ni. V anketi iz 18. junija je 84,7 % vprašanih menilo, da je geslo "smrt janšizmu" neprimerno, 11,4 % pa da je geslo primerno. V Parsifalovi anketi, objavljeni 4. julija, je 40,2 % vprašanih podpiralo proteste, 53,1 % pa ne. V Parsifalovi anketi, objavljeni 11. julija, je 84,3 % vprašanih geslo "smrt janšizmu" ocenilo kot neprimerno, 13,2 % vprašanih pa kot primerno. V isti anketi je ukrepanje policije med protesti kot primerno ocenilo 47,6 % vprašanih, kot preblago 21,9 % vprašanih, kot preostro pa 22,4 % vprašanih.

## Dogajanje po protestih
Po državnozborskih volitvah, ki so potekale 24. aprila 2022 in na katerih je večino osvojila stranka Gibanje Svoboda, so petkovi protesti po 105 tednih prenehali; v petek, 29. aprila, so njihovi organizatorji v Ljubljani izvedli »zaključno druženje«.
Ministrica za notranje zadeve Tatjana Bobnar je odredila izredni nadzor nad delom policije pri varovanju protestov v zadnjih dveh letih. V poročilu izrednega nadzora so bile izpostavljene »številne nepravilnosti in pomanjkljivosti, tako sistemske kot tudi neposredno izvedbene narave«, med njimi nesorazmerna, neupravičena in nestrokovna uporaba prisilnih sredstev, nespoštovanje načela enakosti pri izdaji opozoril pred redno odpovedjo pogodbe, pomanjkljivo evidentiranje uporabe prisilnih sredstev in nespoštovanje pravil glede sklica operativnega štaba.